# 克拉克斯維爾 (密蘇里州)
克拉克斯維爾（英語：Clarksville）是一个美國城市，位於密苏里州派克县。根據2010年的人口普查，當地人口為442人。

## 地理
根据美国人口普查局，该城市的总面积為0.82平方英里（2.12平方），其中包括0.46平方英里（1.19平方）陸地和 0.36平方英里（0.93平方）水域。